# Реле

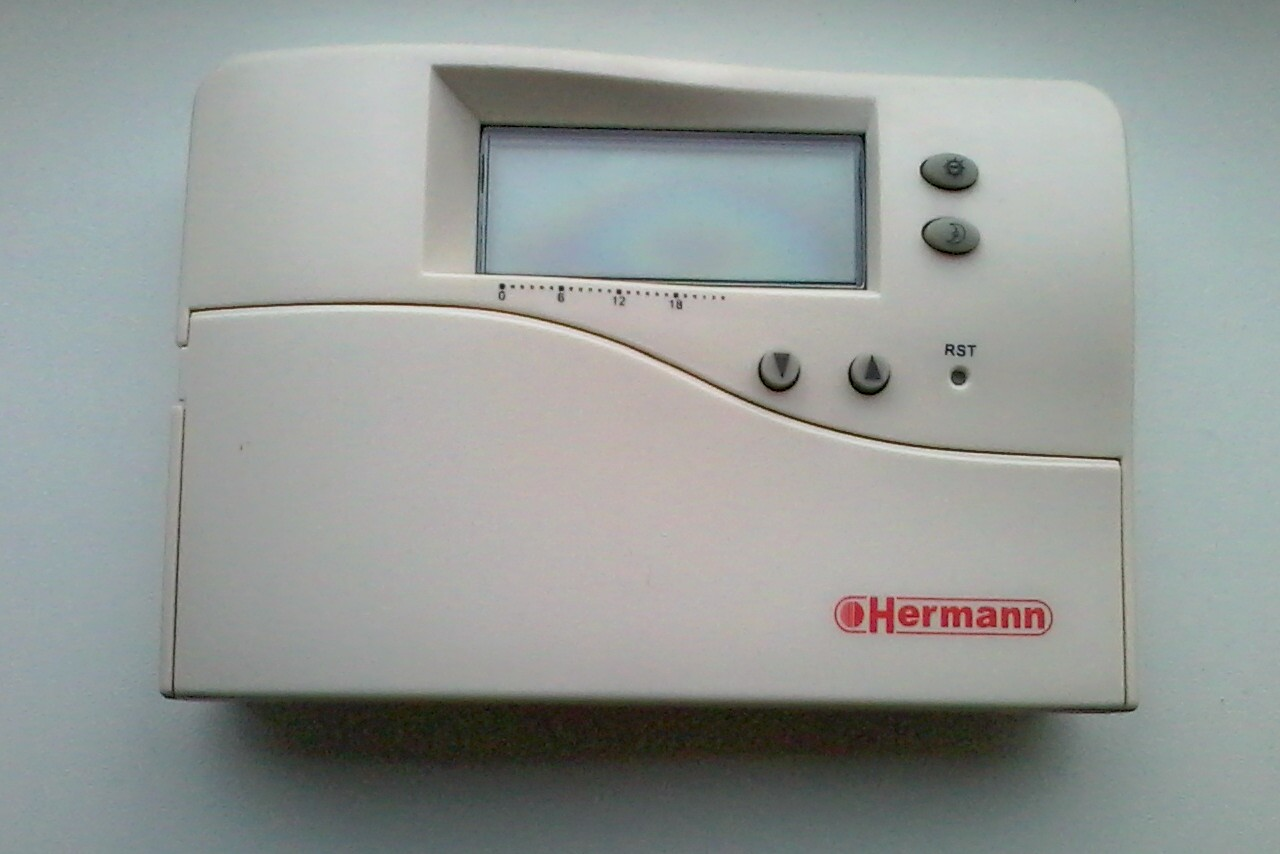
Контрольно-вимірювальне реле (термостат)

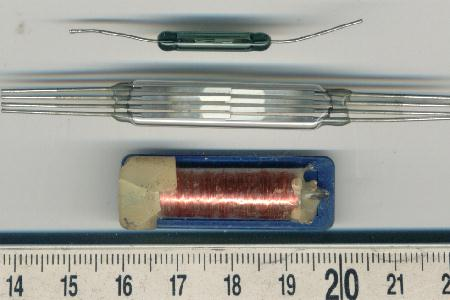
Зверху та посередині — геркон, знизу — герконове реле

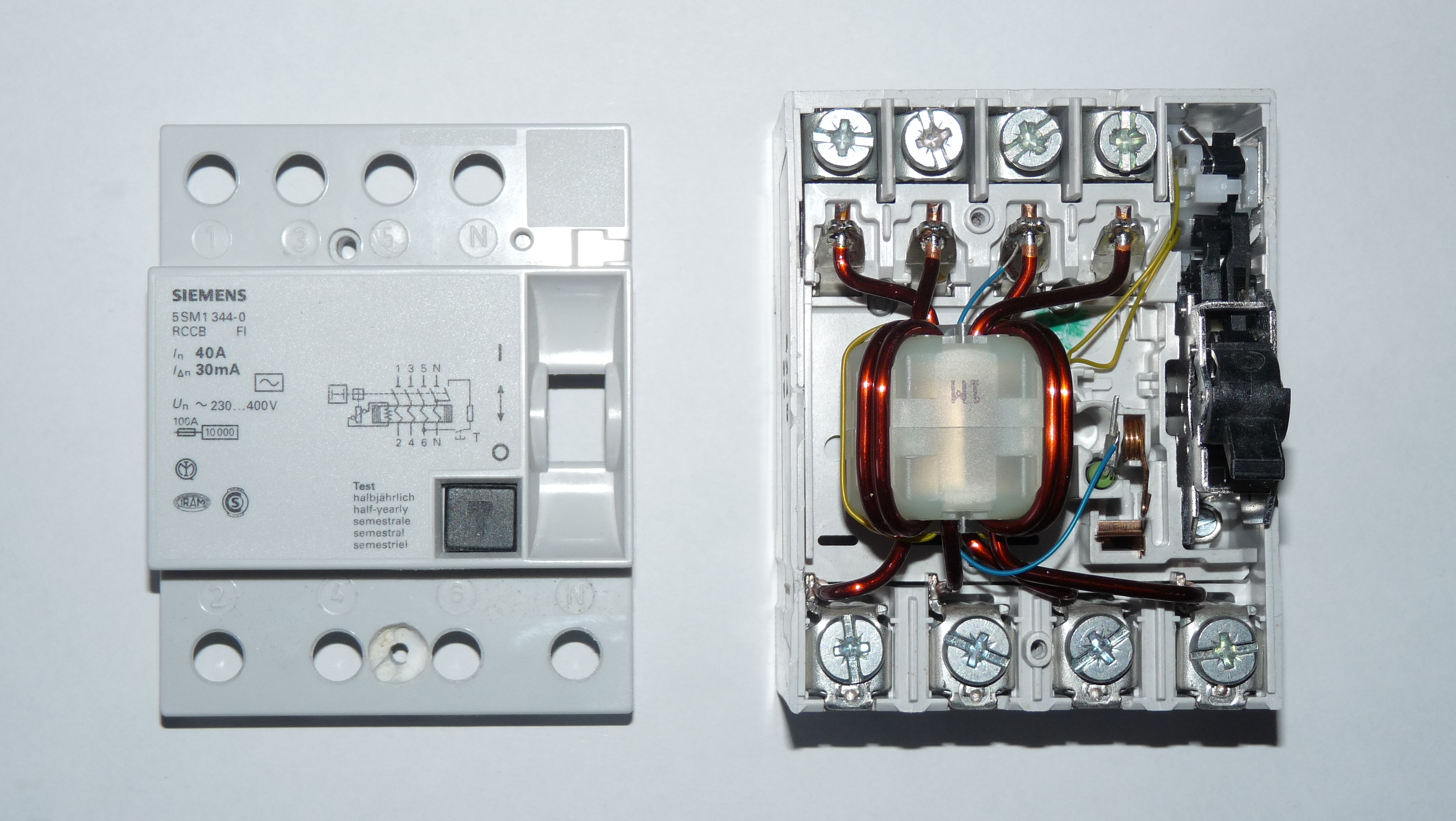
Диференційне реле для трифазного струму

Реле́ (від фр. relai, пов'язаного з relayer — «змінювати, перепрягати») — автоматичний пристрій, який у разі впливу на нього зовнішніх фізичних явищ стрибкоподібно змінює значення вихідної величини. Найчастіше — електричний комутаційний апарат, який автоматично виконує певні перемикання керованого ним електричного кола.

## Опис
Реле — пристрій, у якому за досягнення певного значення вхідної величини X, вихідна величина Y змінюється стрибкоподібно та приймає скінченне число значень. Найчастіше, це автоматичний пристрій, котрий відповідає на зміни вхідного параметру (температури, тиску, освітленості тощо) і який, у разі досягнення цим показником заданої величини, замикає або розмикає електричне коло.
Реле застосовуються там, де потрібно керувати електричним колом за допомогою сигналу з низьким енергоспоживанням із повною гальванічною розв'язкою, або де кілька електричних ліній повинні керуватися одним сигналом. Реле широко використовувалися на телефонних станціях й перших комп'ютерах для виконання логічних операцій.
Різновид реле, яке може обробляти велику потужність, потрібну для безпосереднього керування електродвигунами або іншими значними навантаженнями, називається контактором.

## Історія
Простий пристрій, який ми тепер називаємо реле, було внесено у початковий 1841 року телеграфний патент Семюеля Морзе. Зазначений механізм, діяв як числовий підсилювач, котрий повторював телеграфний сигнал, отже давав можливість розмножувати його, наскільки то було потрібно. Це вирішило питання обмеженого діапазону попередніх схем телеграфії. Слово «реле» з'являється у значенні електромагнітних операцій, вже з 1860 року.

## Класифікація реле
Реле класифікують за такими ознаками: роду вхідних фізичних величин, на які вони відповідають; завдань, які вони виконують у системах керування; будови, тощо.

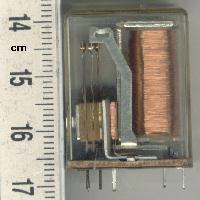
Малогабаритне реле

За видом фізичних величин, розрізняють електричні, механічні, теплові, оптичні, магнітні, акустичні та інші реле. Слід зазначити, що реле також, може реагувати не лише на значення певної величини, але і на різницю значень (диференційне реле), зміну знаку величини (поляризоване реле) або швидкість зміни вхідної величини.

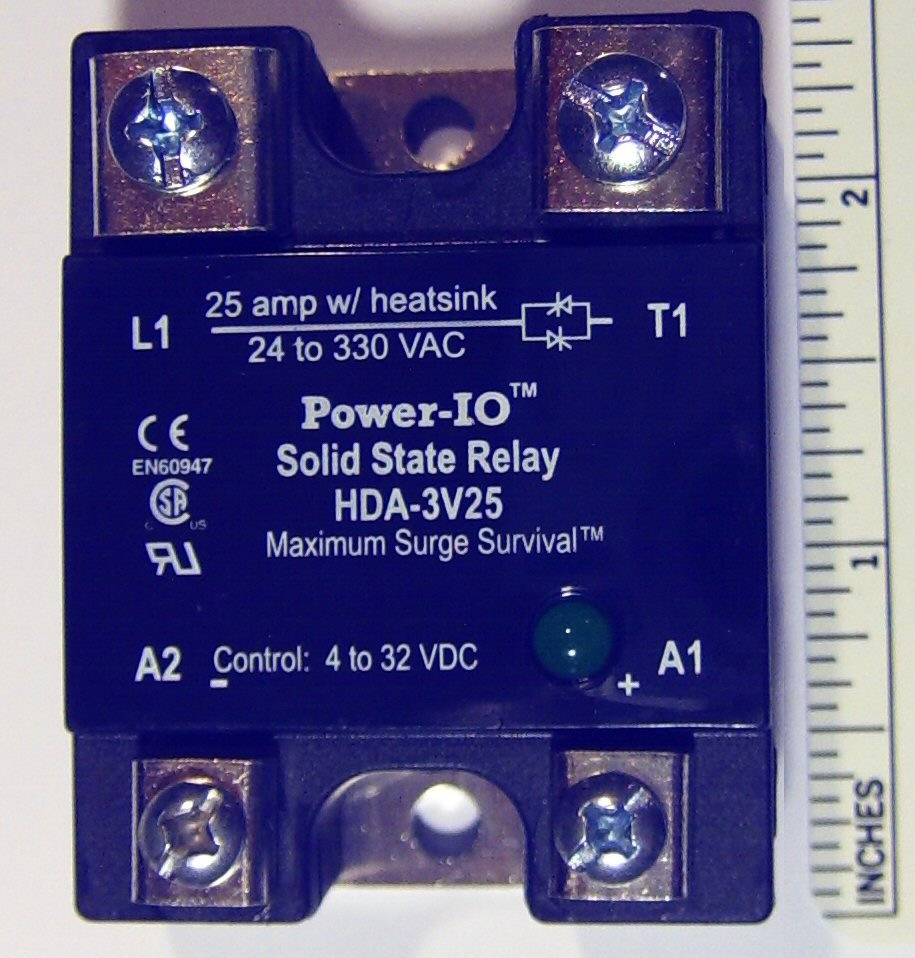
Твердотілове однофазне реле змінного струму

Реле зазвичай, складається з трьох основних складових: сприймального, проміжного та виконавчого елементів.
Сприймальний (первинний) елемент, визначає контрольовану величину та перетворює її на іншу фізичну величину. Проміжний елемент, порівнює значення цієї величини із заданим значенням і, у разі його перевищення, передає первинний вплив на виконавчий елемент. Виконавчий елемент передає вплив від реле у керовані електричні кола. Ці складові може бути виконано самостійно, або об'єднано між собою у єдине ціле.
За улаштуванням виконавчого елементу, розрізняють контактні та безконтактні реле. Контактні реле впливають на кероване коло, за допомогою електричних контактів, замкнений або розімкнений стан яких, дозволяє забезпечити або повне замикання, або повний механічний розрив вихідного електричного кола. Безконтактні реле впливають на кероване коло, шляхом різкої (стрибкоподібної) зміни параметрів вихідних, електричних кіл (опору, індуктивності, ємності) або зміни рівня напруги (струму).
Сприймальна складова залежно від призначення реле та роду фізичної величини, на яку вона реагує, може мати різні виконання як за способом дії, так і за улаштуванням. Наприклад, у реле максимального струму або реле напруги, сприймальний елемент виконано у вигляді електромагніту, а у реле тиску — у вигляді мембрани або сильфона, у реле рівня — у вигляді поплавця тощо.

## Будова і спосіб дії

Робота електромагнітного реле зі зворотним діодом, дозволяє уникнути іскріння в колі керування.

Електромагнітне реле складається з релейного елементу (електромагніт з двома станами стійкої рівноваги) і групи електричних контактів, які замикаються (розмикаються) у разі зміни стану релейного елементу. Реле на основі електронних, магнітних, оптичних або інших складників без механічно рухомих частин, носить назву твердотілове реле (англ. solid-state relay, SSR).
Розрізняють теплові, механічні, електричні, оптичні, акустичні реле, які застосовують в системах автоматичного керування, контролю, сигналізації, захисту, зв'язку та інше.
Реле з каліброваними експлуатаційними характеристиками й іноді з кількома операційними котушками, використовуються для захисту електричних кіл від перевантажень і збоїв; у сучасних електроенергетичних системах ці завдання виконуються за допомогою цифрових інструментів, які й досі називають захисними реле.

## Термінологія

Міжнародне позначення виводів різновидів реле (C позначає загальну клему для типів SPDT і DPDT.)

Схема електромеханічного реле, що показує керувальну котушку (А1, А2), чотири пари нормально (коли котушка без напруги) відкритих і одну пару нормально замкнених контактів

Оскільки реле є перемикачами, позначення, що застосовується до перемикачів, також використовується і до реле; реле перемикає одну або більше електричних ліній, водночас кожен із його контактів може змінити свій стан (замкнено/розімкнено) шляхом подання напруги на котушку електромагніта реле. Нормально розімкнені (NO) контакти вмикають електричне коло, коли реле заживлене (активовано); коло роз'єднується (вимикається), коли котушка реле перебуває без напруги (неактивне). Нормально замкнені (NC) контакти роз’єднують електричне коло, коли котушка реле заживлена; коло (лінія) вмикається у разі коли котушка реле перебуває без напруги. Усі контактні набори охоплюють різні поєднання NO та NC з’єднань. 
Національна асоціація виробників реле та її наступник, Асоціація промисловості реле та комутаторів, визначають 23 різні набори електричних контактів у реле та перемикачах.
Позначення S (одинарний) або D (подвійний) для кількості комутованих ліній можна замінити числом, що вказує на кількість контактів, залучених до одного приводу реле. Наприклад, 4PDT вказує на чотириполюсне двопозиційне реле, яке має 12 перемикальних клем.
EN 50005 є одним із застосовних стандартів для позначення клем реле; типові виводи реле SPDT, сумісні з EN 50005, будуть пронумеровані 11, 12, 14, A1 і A2 для з'єднань C, NC, NO та котушки реле відповідно. Європейські норми (EN) 50005, рекомендують таку нумерацію клем для реле загального використання, які водночас, можуть застосовуватися і в автомобілях. 
DIN 72552, це стандарт DIN для позначення електричних клем в автомобільній проводці який визначає контактні номери у реле для використання в автомобілях:    
85 = котушка реле -    
86 = котушка реле +    
87 = загальний контакт    
87a = нормально закритий контакт    
87b = нормально відкритий контакт